# البرج المتحرك
البرج الديناميكي والمعروف أيضًا بالبرج المعماري المتحرك أو برج دافنشي (بالإنجليزية: Dynamic Tower)‏، هو برج لم يتم بنائه بعد، يبلغ طوله 420 مترًا، ومكوّن من 80 طابقًا متحرّكًا، صمّمه المعماري الإيطالي ديفيد فيشر وهو من نوع ناطحات السحاب المتحركة.

## التصميم والهيكل العام
صمّمت طوابق البرج لتكون مشابهةً لطوابق مبنى جناح فولارد في البرازيل، حيث يمكن لكل طابقٍ أن يدور بشكل مستقل عن الطوابق الأخرى بزاوية 360 درجة حول محور البرج، وهو ما يؤدي إلى تغير مستمر في شكل البرج. صمّم كل طابقٍ بحيث يتمكن من الدوران مسافة 6 أمتار في الدقيقة، أو لدورة كاملة كل 180 دقيقة.
تم اقتراح هذا المبنى ليكون أول ناطحة سحاب مكوّنة بالكامل من قطع مسبقة الصنع، حيث يتكوّن كل طابقٍ من 40 قطعة، وقال مصممه فيشر أن حوالي 90% من المبنى يمكن أن يتم تصنيعه بشكل مسبق ومن ثم شحن هذه القطع إلى موقع العمل وتركيبها، وهو ما سيسرّع عملية البناء. أما بالنسبة لنواة البرج، فهي ليست من القطع الجاهزة إنما يتم بناؤها في الموقع، كما قال فيشر أيضًا أن هذه القطع مسبقة الصنع ستخفّض من إجمالي التكلفة المتوقعة للمشروع وكذلك من عدد العمالة اللازمة لتنفيذه، وستتقلص مدة البناء اللازمة له بحوالي 30% من المدة اللازمة لبناء ناطحة سحاب بنفس الحجم. كما أن معظم العمّال سيعملون وينفذون القطع في المصانع في بيئة وأوضاع آمنة، وقطع وتركيبات الحمامات والمطابخ ستكون مثبتةً مسبقًا. ستزوّد نواة البرج كلّ طابقٍ بوصلات خاصّة حاصلةٍ على براءة اختراع للمياه النقية، مستوحاةٍ من مبدأ عمل التكنولوجيا التي تعمل على إعادة تزويد الطائرة بالوقود في منتصف الرحلة.

## توليد الطاقة في البرج
من المتوقّع أن يتم تشغيل كامل البرج بالاعتماد على توربينات الرياح والخلايا الشمسيّة. وسيتم توليد طاقة كهربائية كافية لخمس ناطحات سحاب أخرى من نفس النوع في المناطق المجاورة. وسيتم وضع توربينات الرياح بين طوابق البرج، وقال فيشر أن هذه التوربينات ستعمل على توليد حوالي 1,200,000 كيلو واط. ساعة من الطاقة كل سنّة، أما بالنسبة لخلايا الطاقة الشمسيّة، فمن المتوقّع أن تغطّي سقف المبنى والأسطح العلويّة لكل طابق.

## البناء والتنفيذ
في عام 2008، قال المعماري الإيطالي المصمم للبرج فيشر أنه كان من المتوقع أن تنتهي أعمال البرج عام 2010، ولاحقًا في عام 2009، قال أن الأعمال ستنتهي في أواخر عام 2011. ولم يفصح في نفس الوقت عن المكان الذي سيتم بناء البرج فيه لأنه كان يريد أن يجعل من ذلك مفاجأة. اعترف فيشر في النهاية أنه ليس ملمًّا بناطحات السحاب ولم يجرّب بناء ناطحة من قبل، وكذلك، لم يمارس الهندسة المعمارية بشكل منتظم من عقود. والآن في عام 2019، لم تبدأ أعمال البناء بعد، وليس هناك أي تصريح رسميّ بخصوص المبنى.

## روابط خارجية
فيديو البرج المتحرك على يوتيوب